# Жувентуде да Фурна
Спорт Клубе Жувентуде Портуарія да Брава або просто Жувентуде да Фурна (порт. Sport Clube Juventude Portuária da Furna) — аматорський кабовердійський футбольний клуб з міста Нова Сінтра, на острові Брава.

## Історія
Клуб базується в місті Нова Сінтра на острові Брава, де й проводить домашні матчі на стадіоні «Ештадіу Акуїлеш ді Олівейра». Жувентуде да Фурна наймолодший футбольний клуб не тільки на своєму острові, а й в країні в цілому. Він був створений 13 березня 2010 року. Оскільки сезон 2010/11 років був скасований, вперше в острівному чемпіонаті вони зіграли в сезоні 2012 року, а рік по тому виграв свій перший і єдиний титул переможця Чемпіонату острова Брава і вперше взяли участь в національному чемпіонаті.
В 2013 році команда перемогла в Кубку острова (попереднього року команда також святкувала перемогу в цьому турнірі), перегравши у фінальному поєдинку Спортінг (Брава) з рахунком 3:2.

## Логотип
Їх логотип складається з жовтого щита з чорними краями, всередині щита знаходиться рухомий футбольний м'яч, а також дві косатки з кожного боку від цього м'яча. Клубні акроніми "SCJPF" і дата заснування клубу знаходяться в нижній частині логотипу.

## Досягнення
- Чемпіонат острова Брава: 1 перемога

2012/13
- Кубок острова Брава з футболу: 2 перемоги

2012, 2013

## Історія виступів у чемпіонатах та кубках

### Національний чемпіонат
| Сезон    | Див.     | Міс.     | Іг. | В | Н | П | ЗМ | ПМ | РМ | О | Кубок       | Примітки          | Плей-оф |
| -------- | -------- | -------- | --- | - | - | - | -- | -- | -- | - | ----------- | ----------------- | ------- |
| 2013     | 1A       | 6        | 5   | 0 | 2 | 4 | 4  | 8  | -5 | 2 | Не пробився | Не приймав участі |         |
| Загалом: | Загалом: | Загалом: | 5   | 0 | 2 | 4 | 4  | 8  | -5 | 2 |             |                   |         |

### Чемпіонат острова
| Сезон   | Див. | Міс. | Іг. | В | Н | П | ЗМ | ПМ | РМ  | О  | Кубок | Відкритий Чемпіонат | Примітка |
| ------- | ---- | ---- | --- | - | - | - | -- | -- | --- | -- | ----- | ------------------- | -------- |
| 2012-13 | 2    | 1    | 12  | - | - | - | -  | -  | -   | -  |       |                     |          |
| 2013-14 | 2    | 3    | 12  | 6 | 4 | 2 | 37 | 18 | +19 | 22 |       |                     |          |
| 2014-15 | 2    | 2    | 12  | 8 | 3 | 1 | 39 | 10 | +29 | 25 |       | не відбувся         |          |

## Склад команди
| №  | Поз. | Нац.       | Гравець    |
| -- | ---- | ---------- | ---------- |
| 1  | ВР   | Кабо-Верде | Джон       |
| 2  | НП   | Кабо-Верде | Дуглаш     |
| 3  | ЗХ   | Кабо-Верде | Джоні      |
| 4  | ЗХ   | Кабо-Верде | Мані       |
| 5  | ЗХ   | Кабо-Верде | Тчале      |
| 6  | ПЗ   | Кабо-Верде | Жорже      |
| 7  | ПЗ   | Кабо-Верде | Калу       |
| 8  | ПЗ   | Кабо-Верде | Блек       |
| 9  | НП   | Кабо-Верде | Тчакула    |
| 10 | ПЗ   | Кабо-Верде | Робертінью |
| 11 | НП   | Кабо-Верде | Пепе       |

| №  | Поз. | Нац.       | Гравець   |
| -- | ---- | ---------- | --------- |
| 14 | ЗХ   | Кабо-Верде | Ні        |
| 15 | ЗХ   | Кабо-Верде | Адді      |
| 16 | ЗХ   | Кабо-Верде | Анілду    |
| 17 | ЗХ   | Кабо-Верде | Стіві     |
| 18 | ПЗ   | Кабо-Верде | Карліньюш |
| 19 | НП   | Кабо-Верде | Мартінью  |
| 20 | ПЗ   | Кабо-Верде | Нельсон   |
| 21 | НП   | Кабо-Верде | Лусіу     |
| 24 | ВР   | Кабо-Верде | Камілу    |
| 90 | ЗХ   | Кабо-Верде | Денілсон  |

## Деякі статистичні дані
- Найкращий рейтинг: 6-те
- Виступи: одного разу (національний чемпіонат), 5 (острівний чемпіонат)
- Загальна кількість забитих м'ячів: 4 (національний чемпіонат)
- Загальна кількість набраних очок: 2 (національний чемпіонат)